# Posztparmenideánus filozófia

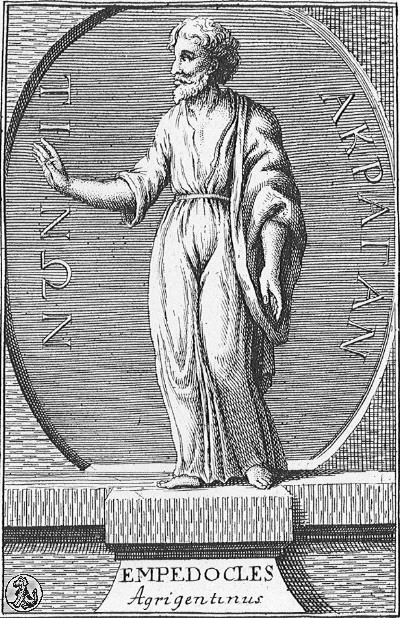
Empedoklész

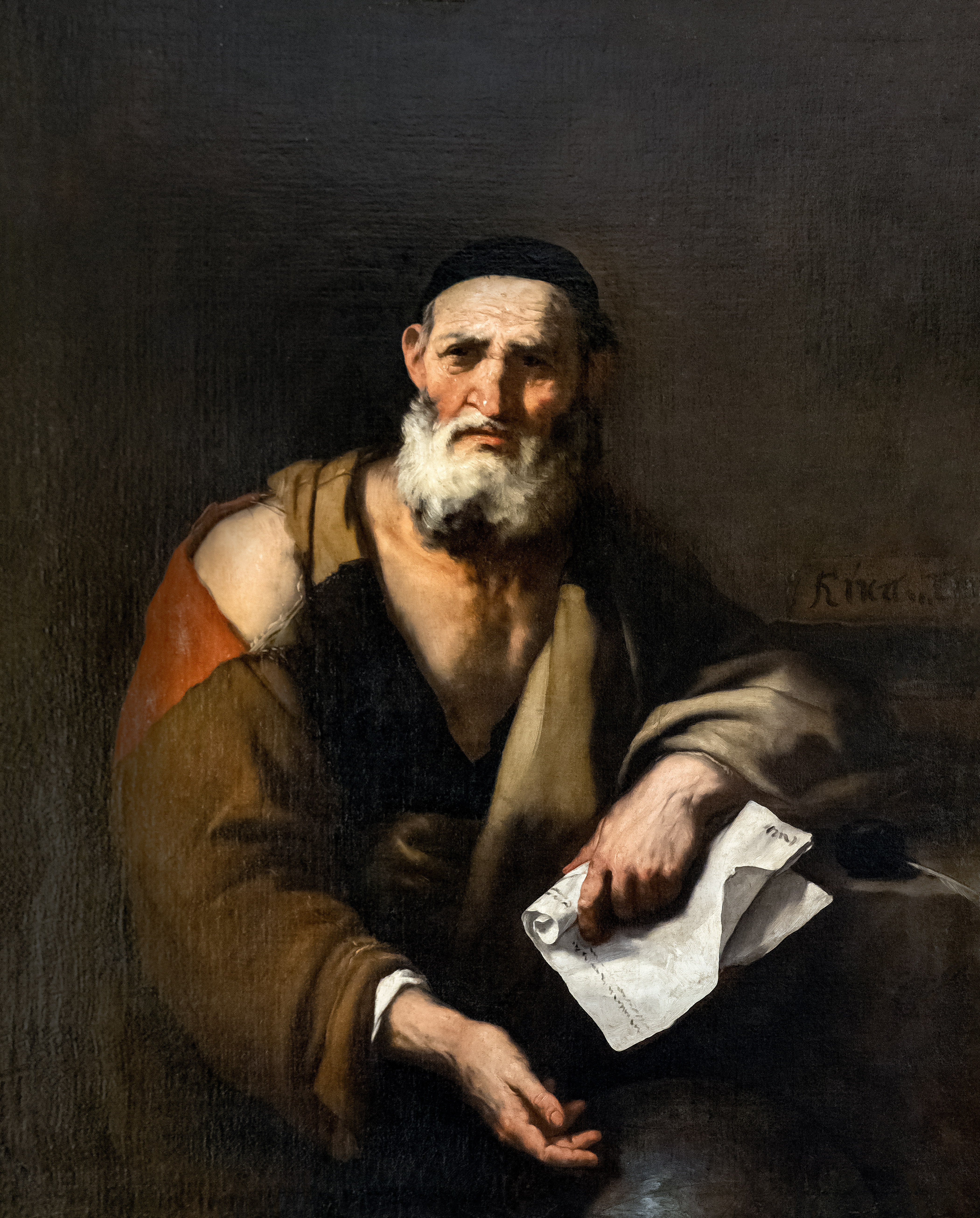
Leukipposz

Abdérai Démokritosz

A görög filozófia történetében, kronológiailag: Parmenidész és a szofisztika között elhelyezkedő generáció, probléma szerint: Parmenidész által felállított tovább már nem gondolható monista tanításából eredő nehézségek megoldására törekedő gondolkodókat posztparmenideánus filozófusoknak nevezzük. A következő filozófusokat sorolhatjuk ide: akragaszi Empedoklész, klazomenai Anaxagorász, milétoszi Leukipposz, abdérai Démokritosz, apollóniai Diogenész és szamoszi Melisszosz. A felsorolt gondolkodók közül Empedoklész, Anaxagorász és az atomisták pluralista világszemléletet vallottak, Diogenész és Melisszosz a Parmenidész által felállított monizmus mellett foglaltak állást.
Azt a föltevést, hogy Parmenidész volt az utolsó radikális monista filozófus, akit az első nagy pluralista: Empedoklész követ, Burnet fogalmazta meg elsőként. Jelenleg ez a korszakalkotás teljesen elfogadott.
A posztparmenideánus filozófusok, főként a következő parmenidészi problémákra koncentráltak:
1. Monizmus: nincs pluralitás;
2. A mozgás nem lehetséges;
3. Nincs születés sem pusztulás;
4. Nincs minőségi változás vagy megkülönböztetés;
5. Nincs üresség, a nem létező nem létezik.

Empedoklész, Anaxagorász, és az Atomisták egyaránt visszautasították Parmenidész szélsőséges monizmusát. Nem értettek egyet Parmenidész -el az (1) és (2) -s állítást illetőleg: mindannyian fenntartották a pluralizmust és a mozgás lehetségességét. De elfogadták a (3)-s állítást: nem létezőből soha nem jöhet létre létező, és fordítva. Azonban véleményeik különböztek a (4) – s és az (5)-s állítás elfogadását illetően: Empedoklész és Anaxagorasz elvetették a parmenidészi (4)-es állítást, de egyetértettek az (5)-ös állítással. Az atomisták egyetértettek Parmenidész -el a (4)-es állítást illetőleg, azonban tagadták az (5) – ös állítást, azaz azt állították, hogy létezik az üresség.
Parmenidész egy olyan kiélezett monista tanítást alapozott meg, amely lehetővé tette a természetfilozófia lehetőségeinek a megszüntetését: meghatározta, hogy a következőkben mit lehet mondani, és milyen módon lehet gondolkodni a kozmoszról. A létezőt teljes egészében összefüggőnek gondolta, mert létező érinti a létezőt ebből kifolyólag nincs semmilyen köztes anyag. A létező dolgok egységet alkotnak, mégpedig a Létező egységét, ami teljes, nincs neki hiányzó része, ezért nem lehetséges, hogy osztható legyen, mert ez ellenkezne természetével, azaz már nem lehetne egység és főleg nem teljesség.
A posztparmenideánus filozófusok azt tekintették feladatuknak, hogy találjanak egy olyan természetfilozófiai sémát, amely összhangba hozza azt a parmenidészi állítást miszerint a létező keletkezetlen, el – nem – pusztuló, teljes, a gondolkodás tárgya és egyetlen, azzal az állítással, hogy lehetséges az érzékelhető világ létezése és a jelenségek magyarázata. Elfogadták, hogy ami létezik az nem keletkezett és elpusztíthatatlan, azonban több létezőt feltételeznek, amelyeknek az egyesülése a keletkezés illúzióját, a szétválásuk a pusztulás illúzióját kelti az emberekben. E létezők segítségével – ami Empedoklésznál a rhizómák, Anaxagorasznál a homoiomereiák, Leukipposz- és Démokritosznál az atomok voltak – lehetővé vált a fizikai világ sokfélesége, a születés és a halál magyarázata.